# Aventura (canção)
"Aventura" é uma canção interpretada pela cantora e compositora brasileira Luiza Possi. A canção foi gravada para o sexto álbum de estúdio da cantora intitulado LP, e lançada como single no dia 26 de fevereiro de 2016.

## Composição
A canção é composta pela cantora Luiza Possi em parceria com o cantor Thiaguinho.

## Lista de faixas
| Download digital |            |                        |         |  |
| N.º              | Título     | Compositor(es)         | Duração |  |
| 1.               | "Aventura" | Luiza Possi Thiaguinho | 3:22    |  |

## Histórico de lançamento
| Região | Data                    | Formato(s)       |
| ------ | ----------------------- | ---------------- |
| Brasil | 26 de fevereiro de 2016 | Download digital |